# Nicolaus Adolf Westphalen
Nicolaus Adolf Westphalen (* 7. Mai 1793 in Hamburg; † 23. September 1854 ebenda) war ein  deutscher Jurist und Oberaltensekretär der Freien und Hansestadt Hamburg.

## Leben
Westphalen wurde in Hamburg geboren und besuchte von 1805 bis 1812 die Gelehrtenschule des Johanneums. Anschließend studierte er Jurisprudenz an der Georg-August-Universität Göttingen, promovierte dort am 8. März 1820 zum Dr. iur. utr. und ließ sich am 26. Mai desselben Jahres als Advokat in Hamburg nieder.
Im Jahr 1845 wurde er wegen zunehmender Kränklichkeit des Oberaltensekretärs Ferdinand Beneke (1774–1848) diesem für Behinderungsfälle substituiert, auf dessen Antrag am 10. Dezember 1847 ihm als Adjunkt zur Seite gestellt und trat nach Benekes Tod am 1. März 1848 dessen Nachfolge an. Westphalen hatte diese Stellung bis zu seinem Tod am 23. September 1854 inne. Als Nachfolger wurde sein Schwager Hermann Gries (1810–1892) erwählt.
Sein Reliefporträt befindet sich in der Diele des Hamburger Rathauses.

## Schaffen
Neben seiner Amtsführung erstellte Westphalen wissenschaftliche Arbeiten über die alte Hamburgische Verfassung und Verwaltung und deren geschichtliche Entwicklung. Nachdem er nachgelassene Schriften der Familie Gries, darunter den Commentar zum Hamburgischen Stadtrecht von 1603, herausgegeben hatte, erschienen in den Jahren 1841 bis 1846 seine beiden Hauptwerke: Hamburgs Verfassung und Verwaltung in ihrer allmähligen Entwickelung bis auf die neueste Zeit und Geschichte der Hauptgrundgesetze der Hamburgischen Verfassung. Insbesondere das erste Werk, wertvoll auch dadurch, dass Westphalen die noch unverminderten Bestände des Staatsarchivs vor dem Brand im Jahr 1842 hatte nutzen können, ist für die historische Kenntnis des behandelten Gegenstandes grundlegend.

## Familie
Nicolaus Adolf Westphalen entstammte einer alten Hamburger Kaufmannsfamilie und wurde als jüngstes von sechs Kindern des Hamburger Kaufmanns Libert Westphalen (1750–1813) und der Catharina Eding (1754–1806), Tochter des Oberalten Lucas Hinrich Eding (1717–1790), geboren.
Am 10. Januar 1829 heiratete er Johanna Gries (1800–1863), Tochter des Advokaten Johann Ludwig Gries (1770–1826) und der Senatorentochter Amalie Cordes (1779–1851). Aus dieser Ehe gingen 3 Söhne und 2 Töchter hervor.
Der Astronom Hermann Libert Westphalen (1822–1846) war sein Neffe.

## Schriften
Herausgeber:
- Johann Karl Gries: Die Hamburgischen Stadt-, Erbe- und Rentebücher, ihrer rechtlichen Bedeutsamkeit nach betrachtet. Aus den nachgelassenen Papieren herausgegeben von N. A. Westphalen, J. U. D. Perthes und Besser, Hamburg 1830 (books.google.de).
- Johann Karl Gries: Commentar zum Hamburgischen Stadtrecht von 1603. Aus dem handschriftlichen Nachlasse von J. K. Gries, Dr., herausgegeben von N. A. Westphalen, Dr. 2 Bände. Perthes-Besser & Mauke, Hamburg 1837.

1. Band: Johann Karl Gries: Commentar zum Hamburgischen Stadtrecht von 1603. Aus dem handschriftlichen Nachlasse von J. K. Gries, Dr., herausgegeben von N. A. Westphalen, Dr. Erster Band. Perthes-Besser & Mauke, Hamburg 1837 (reader.digitale-sammlungen.de).
2. Band: Johann Karl Gries: Commentar zum Hamburgischen Stadtrecht von 1603. Aus dem handschriftlichen Nachlasse von J. K. Gries, Dr., herausgegeben von N. A. Westphalen, Dr. Zweiter Band. Perthes-Besser & Mauke, Hamburg 1837 (reader.digitale-sammlungen.de).

Autor:
- Versuch einer geordneten Zusammenstellung kurzer Nachweisungen über sämmtliche Hamburgische Staats-Verwaltungs-Behörden. Perthes & Besser, Hamburg 1828 (books.google.de).[1][2]
- Schema einer geordneten Zusammenstellung des Personal-Bestandes des Hamburgischen Staats. Perthes-Besser & Mauke, Hamburg 1837 (books.google.at).
- Hamburgs Verfassung und Verwaltung in ihrer allmähligen Entwickelung bis auf die neueste Zeit. 2 Bände. Perthes-Besser & Mauke, Hamburg 1841.

1. Band: Hamburgs Verfassung und Verwaltung in ihrer allmähligen Entwickelung bis auf die neueste Zeit. Zweite, durchgängig vermehrte und verbesserte Auflage. Band 1. Perthes-Besser & Mauke, Hamburg 1846 (resolver.sub.uni-hamburg.de).
2. Band: Hamburgs Verfassung und Verwaltung in ihrer allmähligen Entwickelung bis auf die neueste Zeit. Zweite, durchgängig vermehrte und verbesserte Auflage. Band 2. Perthes-Besser & Mauke, Hamburg 1846 (resolver.sub.uni-hamburg.de).

- Geschichte der Haupt-Grundgesetze der Hamburgischen Verfassung. 3 Bände (1844–1846). Perthes-Besser & Mauke, Hamburg.

1. Band: Haupt-Receß der Stadt Hamburg. Perthes-Besser & Mauke, Hamburg 1844 (resolver.sub.uni-hamburg.de).
2. Band: Reglement der Hamburgischen Rath- und Bürger-Convente. Perthes-Besser & Mauke, Hamburg 1844 (resolver.sub.uni-hamburg.de).
3. Band: Geschichte des Entwurfs der Hamburgischen Kirchen-Ordnung von 1710. Perthes-Besser & Mauke, Hamburg 1846 (resolver.sub.uni-hamburg.de).